# Once More ’Round the Sun
Once More ’Round the Sun – szósty album studyjny amerykańskiej grupy muzycznej Mastodon. Wydawnictwo ukazało się 24 czerwca 2014 roku nakładem wytwórni muzycznej Reprise Records. Nagrania były promowane teledyskami do utworów "High Road" i "The Motherload".
Nagrania zostały zarejestrowane w Rock Falcon Studio we Franklin w stanie Tennessee. Dodatkowe nagrania zostały zrealizowane w Projector Room w Decatur w stanie Georgia oraz Sunset Bar w Martigny w Szwajcarii. Miksowanie odbyło się w Rock Falcon Studio oraz Paramount w Hollywood w stanie Kalifornia. Natomiast mastering został wykonany w Sterling Sound w Nowym Jorku.
Album dotarł do 6. miejsca listy Billboard 200 w Stanach Zjednoczonych sprzedając się w przeciągu tygodnia od dnia premiery w nakładzie 34 tys. egzemplarzy.

## Lista utworów
Opracowano na podstawie materiału źródłowego.
1. "Tread Lightly" – 5:14
2. "The Motherload" – 4:59
3. "High Road" – 4:15
4. "Once More ’Round the Sun" – 2:58
5. "Chimes at Midnight" – 5:32
6. "Asleep in the Deep" – 6:12
7. "Feast Your Eyes" – 3:23
8. "Aunt Lisa" – 4:08
9. "Ember City" – 4:59
10. "Halloween" – 4:39
11. "Diamond in the Witch House" – 7:49

## Twórcy
Opracowano na podstawie materiału źródłowego.
| Zespół Mastodon w składzie - Troy Sanders – wokal, gitara basowa, instrumenty klawiszowe - Brann Dailor – perkusja, wokal - Brent Hinds – wokal, gitara elektryczna - Bill Kelliher – gitara elektryczna Dodatkowi muzycy - Scott Kelly (Neurosis) – gościnnie wokal w "Diamond in the Witch House" - Gary Lindsey i The Coathangers - gościnnie wokal w "Aunt Lisa" - Valient Himself - gościnnie wokal w "Asleep in the Deep" - Isaiah "Ikey" Owens - gościnnie syntezator w "Asleep in the Deep" |  | Produkcja - Ted Jensen – mastering - Nick Raskulinecz – produkcja, miksowanie - Nathan Yarborough, Tom Tapley - realizacja nagrań - Skinner, Donny Phillips - ilustracje |